# 韋蘭鎮區 (密蘇里州沙里頓縣)
韋蘭鎮區（英語：Wayland Township）是位於美國密蘇里州沙里頓縣的一個行政鎮區。

## 地方資料
韋蘭鎮區的面積為117.55平方千米，當中陸地面積為116.72平方千米，而水域面積為0.83平方千米。根據2020年美國人口普查的數據，當地共有人口152人，而人口密度為每平方千米1.29人。